# Lepturges gratiosus
Lepturges gratiosus là một loài bọ cánh cứng trong họ Cerambycidae.